# Luigi Raimondi
Luigi Raimondi (25 de outubro de 1912 - 24 de junho de 1975) foi um cardeal italiano da Igreja Católica Romana. Ele serviu como Prefeito da Sagrada Congregação para as Causas dos Santos desde 1973 até sua morte, e foi elevado ao cardinalato em 1973.

## Biografia
Raimondi nasceu em Lussito, Acqui, a Giovanni Raimondi e sua esposa Maria Giacchero. Ele frequentou o seminário em Acqui antes de ser ordenado sacerdote por Dom Lorenzo Del Ponte em 6 de junho de 1936. Raimondi então prosseguiu seus estudos em Roma na Pontifícia Universidade Lateranense. Ele foi convocado para a elite da Pontifícia Academia Eclesiástica, onde estudou diplomacia. De 1938 a 1942, Raimondi foi secretário da nunciatura guatemalteca, período durante o qual foi elevado ao posto de oficial-camarista de Sua Santidade em 3 de março de 1939. Ele então serviu como auditor da Delegação Apostólica nos Estados Unidos até 1949. Dentro da internação para a Índia, Raimondi foi conselheiro e encarregado de negócios de 1949 a 1953. Ele foi nomeado Prelado Doméstico de Sua Santidade em 5 de março de 1951, e um funcionário da Secretaria de Estado do Vaticano em 1953.
Em 24 de dezembro de 1953, Raimondi foi nomeado Arcebispo Titular de Tarso e Núncio para o Haiti, e delegado apostólico para os britânicos e franceses Índias Ocidentais. Ele recebeu sua consagração episcopal em 31 de janeiro de 1954 do cardeal Adeodato Giovanni Piazza, OCD, com o arcebispo Antonio Samoré e o bispo Giuseppe Dell'Olmo servindo como co-consagradores, na Basílica dos Santos Ambrósio e Carlos. Raimondi foi posteriormente nomeado Delegado Apostólico para o México em 15 de dezembro de 1956. Frequentou o Concílio Vaticano II de 1962 a 1965, tornando-se delegado apostólico nos Estados Unidos em 30 de junho de 1967.
O papa Paulo VI criou-o cardeal-diácono de SS. Biagio e Carlo ai Catinari no consistório de 5 de março de 1973, e nomeou-o Prefeito da Sagrada Congregação para as Causas dos Santos no dia 21 de março seguinte. O cardeal Raimondi já foi descrito como "um liberal que conhece suas limitações" e "um homem simpático que quer ser querido".
Raimondi morreu de um ataque cardíaco na Cidade do Vaticano aos 62 anos. Ele está enterrado na conspiração de sua família em Acqui.

## Link externo
- Cardinals of the Holy Roman Church
- Catholic-Hierarchy[ligação inativa]